# Пионерский (городской округ Истра)

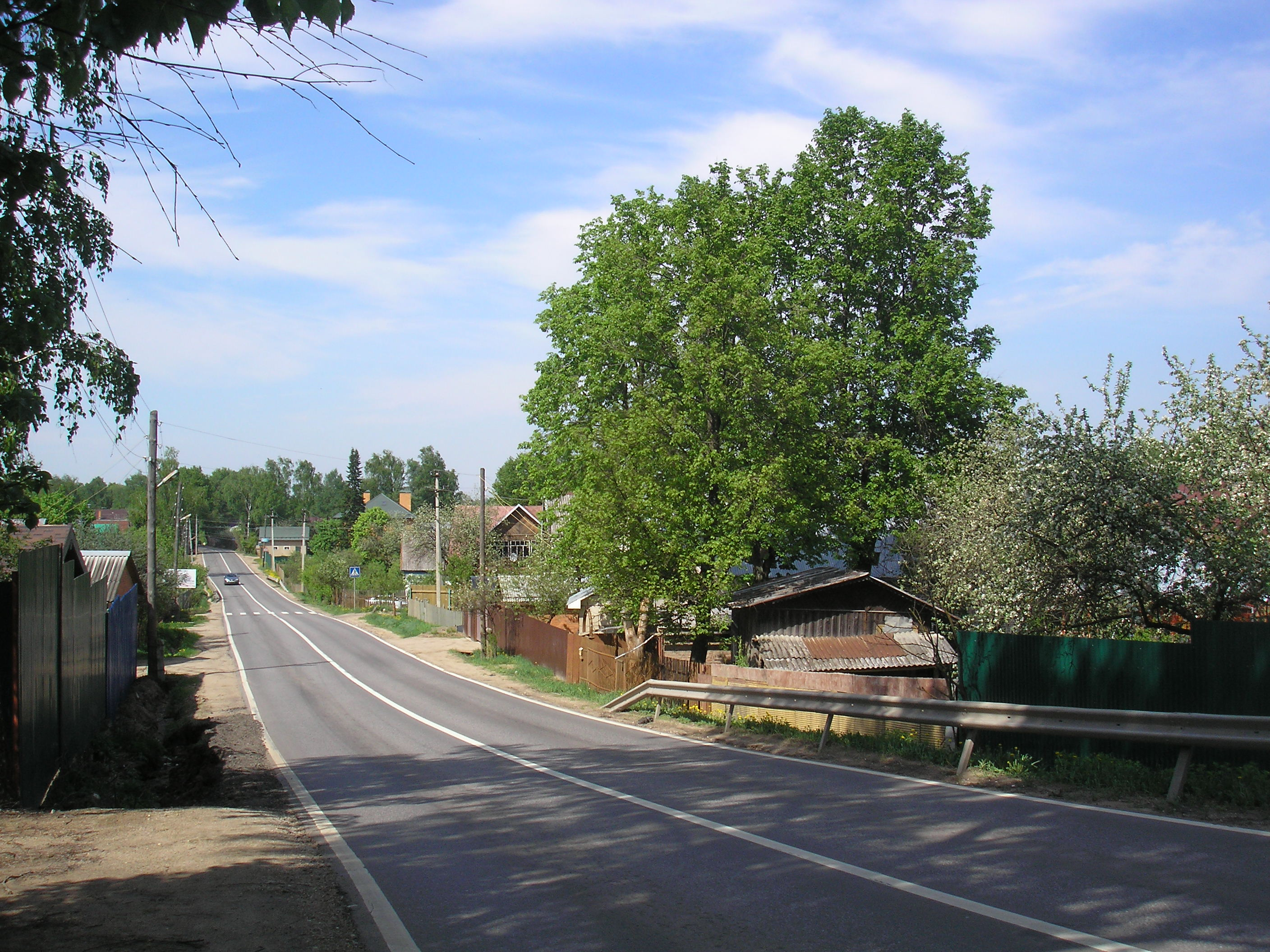

Пионерский (ранее Покровское-Рубцово) — посёлок в Лучинском сельском поселении Истринского района Московской области. Население — 272 чел. (2010), в посёлке 10 улиц, тупик, зарегистрировано 1 садовое товарищество. С Истрой посёлок связан автобусным сообщением (автобус № 25), через Пионерский проходит дорога, соединяющая Новорижское и Волоколамское шоссе. В посёлке находится усадьба Покровское-Рубцово и Покровская церковь 1745 года постройки.

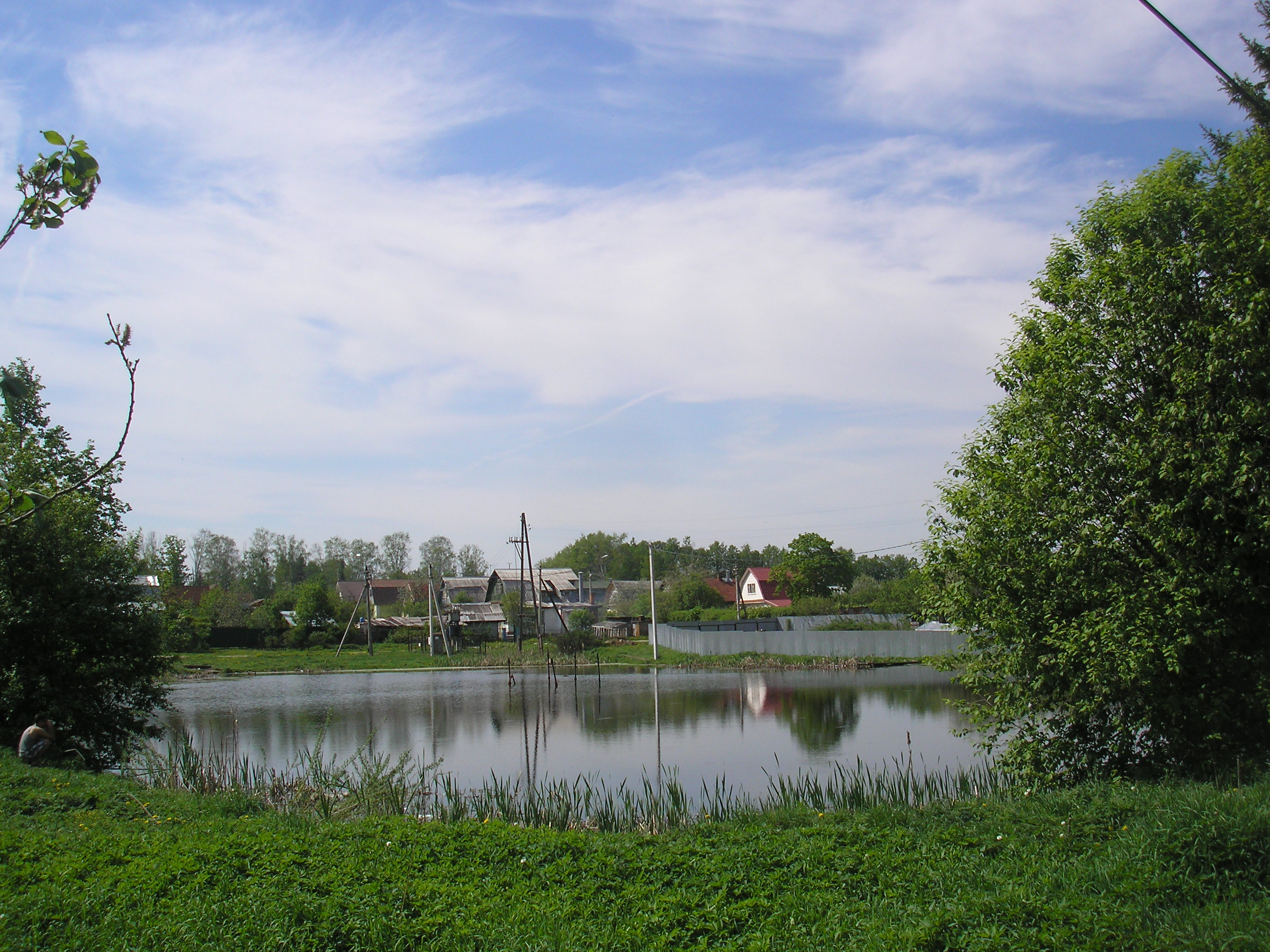

Находится примерно в 6 км на юго-запад от Истры, правом берегу Малой Истры, высота над уровнем моря 179 м. С запада к Пионерскому примыкают посёлок дома отдыха им. А. П. Чехова и деревня Петушки, на севере — посёлок Чеховский.

## Достопримечательности
Вблизи села находится санаторий Санаторий Г. А. Каратаевой.

## Население
| 2002 | 2006 | 2010 |
| ---- | ---- | ---- |
| 278  | ↘271 | ↗272 |